# 포터 로빈슨
포터 로빈슨(영어: Porter Weston Robinson)은 미국 출신의 음악 프로듀서이며 2014년 첫 번째 정식 앨범 Worlds를 냈다. 또한 제드의 노래 "Clarity"의 백보컬로 참여했다.

## 디스코 그래피

### 정식 앨범
- Worlds (2014년 8월 12일)